# Bataille de Sadowa
Pour les articles homonymes, voir Sadowa.
Guerre austro-prussienne
Batailles
- front austro-prussien

- Hühnerwasser
- Podol
- Trautenau
- Nachod
- Langensalza
- Oswiecim
- Münchengrätz
- Soor
- Skalitz
- Gitschin
- Königinhof
- Schweinschædel
- Sadowa (Königgrätz)
- Dermbach
- Kissingen
- Frohnhofen
- Aschaffenbourg
- Hundheim
- Blumenau
- Tauberbischofsheim
- Werbach
- Helmstadt/Uettingen
- Gerchsheim
- Uettingen/Roßbrunn/Hettstadt

- front austro-italien

- Custoza
- Val Vestino
- Cimego
- Pieve di Ledro
- Monte Nota
- Monte Suello
- Lissa
- Bezzecca
- Primolano
- Borgo
- Cimego
- Levico
- Versa

La bataille de Sadowa ou bataille de Königgrätz eut lieu sur un plateau entre l'Elbe et la Bistritz, non loin de la ville tchèque de Hradec Králové (en allemand Königgrätz), le 3 juillet 1866. Affrontement décisif de la guerre austro-prussienne, cette bataille est une grande victoire du général prussien Helmuth von Moltke.
Cette bataille faisait suite à une autre victoire des Prussiens sur les alliés de l'Autriche lors de la bataille de Langensalza (27 et 28 juin 1866).
Cette bataille marqua la fin de la lutte de pouvoir entre la Prusse et l'Autriche au sein du monde germanique. L'Autriche dut accepter de la Prusse de dissoudre la Confédération germanique et de la remplacer par la confédération de l'Allemagne du Nord.

## Antécédents
Après les guerres napoléoniennes, le congrès de Vienne rétablit partiellement l'ordre ancien entre les puissances européennes en 1815. La restauration partielle des principautés allemandes s'accompagna de l'institutionnalisation de la Confédération germanique (Deutscher Bund), censée compenser la disparition du Saint-Empire romain germanique et contenir la montée du sentiment national allemand. Mais cette alliance très théorique entre les États allemands et l'Autriche est source de tensions croissantes entre les deux grandes puissances allemandes de l'époque, l'Autriche et la Prusse, quant à l'hégémonie dans la Confédération, tensions aggravées après la mise en place du Zollverein entre les États du Nord de l'Allemagne, mené par la Prusse, et délibérément attisées par le Premier ministre prussien Otto von Bismarck à l'occasion d'un conflit avec le Danemark.
Le roi du Danemark, depuis 1806, avait obtenu des duchés de langue allemande : les duchés de Schleswig et de Holstein. L'annexion de ces duchés par le Danemark provoque une insurrection dans le Holstein en 1848, puis une crise exploitée par Bismarck : la Prusse et l'Autriche conduisent en 1864 la guerre des Duchés pour forcer le Danemark à les évacuer. En 1865, par la convention de Gastein, le Danemark renonce à ces territoires : le Holstein revient à l'Autriche, le Schleswig à la Prusse. Mais, multipliant les incidents, la Prusse occupe le Holstein, ce qui conduit l'Autriche à mobiliser l'armée confédérale du Deutscher Bund. La Prusse se retire alors de la Confédération et déclare la guerre à l'Autriche le 19 juin 1866.
Du côté de l'Autriche se trouvent les États de l'Allemagne moyenne : le royaume de Bavière, le royaume de Hanovre, le royaume de Saxe, le royaume de Wurtemberg, le pays de Bade ainsi que divers petits États allemands.
Aux côtés de la Prusse se rangent la Thuringe, quelques petits États du Nord de l'Allemagne, ainsi que l'Italie, qui voit là l'occasion de s'emparer de la région de Venise encore sous souveraineté autrichienne.
À la veille de la guerre austro-prussienne, la Prusse avait envoyé des centaines d'observateurs aux côtés des Nordistes, durant la guerre de Sécession américaine, pour observer l'utilisation des moyens militaires modernes ainsi que la mise en place de stratégies adéquates. L'introduction d'une Oberste Heeresleitung (« haut-commandement »), c'est-à-dire une direction stratégique centralisée des armées, fut l'un des résultats de ces observations.

## Importance dans l'histoire militaire

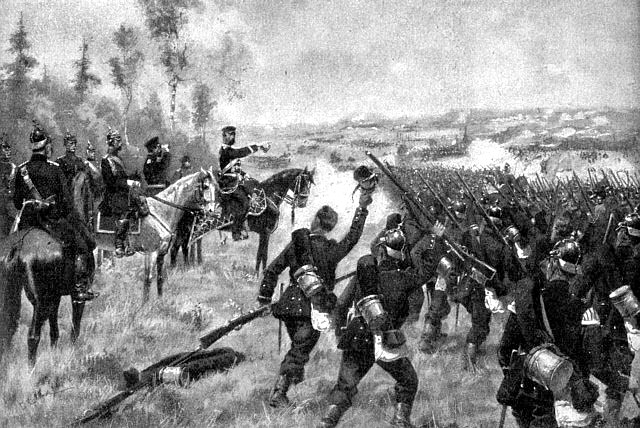
Le prince Frédéric-Charles salué par les troupes.

La bataille de Sadowa est importante à la fois dans le contexte politique général et dans le développement de la stratégie militaire en Europe. Avec Sadowa débute l'époque des manœuvres d'armées massives qui, à la différence des armées napoléoniennes, mènent des combats où l'arme à feu devient centrale. La baïonnette qui jusqu'alors décidait de l'issue d'une bataille par des combats au corps à corps devient accessoire avec l'élévation de la cadence de feu. Il faut ici remarquer l'introduction de nouveaux armements : la Prusse utilise des fusils Dreyse à aiguille (en allemand : Preußisches Nadelgewehr ou ZündNadelgewehr), une arme ultramoderne pour l'époque, qui permettait aux fantassins de tirer allongés 6 à 8 coups par minute car il se rechargeait par la culasse, alors que les Autrichiens n'étaient équipés que de fusils à piston, qui les obligeaient à recharger debout après chaque tir.
Dans le même temps, c'est la tactique de commandement qui est bouleversée. Jusqu'alors, sous l'influence de Frédéric II de Prusse, la tactique imposait un strict respect des consignes de l'État-major par les officiers de troupe, ceci pour la mise en œuvre de la « tactique de la ligne », c'est-à-dire la progression des troupes en lignes formant un carré ou un rectangle. Cette tactique datant du XVIIIe siècle permettait d'optimiser le temps de tir mais présentait de sérieux inconvénients, notamment une faiblesse sur les flancs. De fait, les batailles d'Iéna et d'Auerstaedt en 1806 en avaient consacré la faillite. À présent une marge de manœuvre plus large et une plus grande responsabilité est laissée aux hommes de terrain. Dès lors, les chefs de compagnies — c'est-à-dire les officiers au grade de capitaine ou lieutenant — peuvent, en cas de doute, prendre des décisions selon leur propre appréciation et sans craindre de sanctions pour désobéissance.
Peut-être encore plus important : la mobilisation et le transport des troupes sont opérés par le chemin de fer. Le commandant en chef Helmuth von Moltke, ancien élève de Carl von Clausewitz, utilise les moyens fournis par les techniques modernes pour mettre en œuvre des plans complexes, fondés sur le respect exact de mouvements quasi minutés. Tout aussi novatrice est la révolution des communications : le messager à cheval de l'époque pré-industrielle est de plus en plus remplacé par le télégraphe. Là encore, la bataille de Sadowa tient lieu de première expérimentation.
Le plan de bataille du comte von Moltke était, comme il le décrivit lui-même nonchalamment, « des plus simples ». Il se fondait sur le principe simple, quoique difficile à mettre en œuvre dans la pratique : « Marcher séparément, frapper ensemble » (Getrennt marschieren, vereint schlagen). Ainsi, trois armées sont mises en marche par le haut-commandement prussien à la fin de juin 1866 : la première sous le commandement du Prince Frédéric-Charles de Prusse, la seconde sous celui de son cousin, le prince héritier Frédéric-Guillaume (le futur Frédéric III) et la troisième, l'armée de l'Elbe, sous le commandement du général Herwarth von Bittenfeld. Celles-ci devaient, par un large mouvement d'encerclement, anéantir l'armée autrichienne du maréchal Ludwig von Benedek. Si ce plan fonctionna, c'est sans doute également grâce à l'absence de cohésion au sein de la coalition dirigée par l'Autriche. Benedek disposait lui aussi de trois armées, mais dont deux ne lui obéissaient que très théoriquement et assuraient la défense de Francfort et de Munich. Le maréchal autrichien était donc isolé sur l'aile droite du front puisqu'il se trouvait en Bohême.
Après quelques combats dans les régions du Nord-Est de la Bohême  entre le 26 juin et le 3 juillet, combats le plus souvent remportés par les armées prussiennes, les deux armées se rencontrent le 3 juillet au petit jour près de Sadowa.

## Déroulement

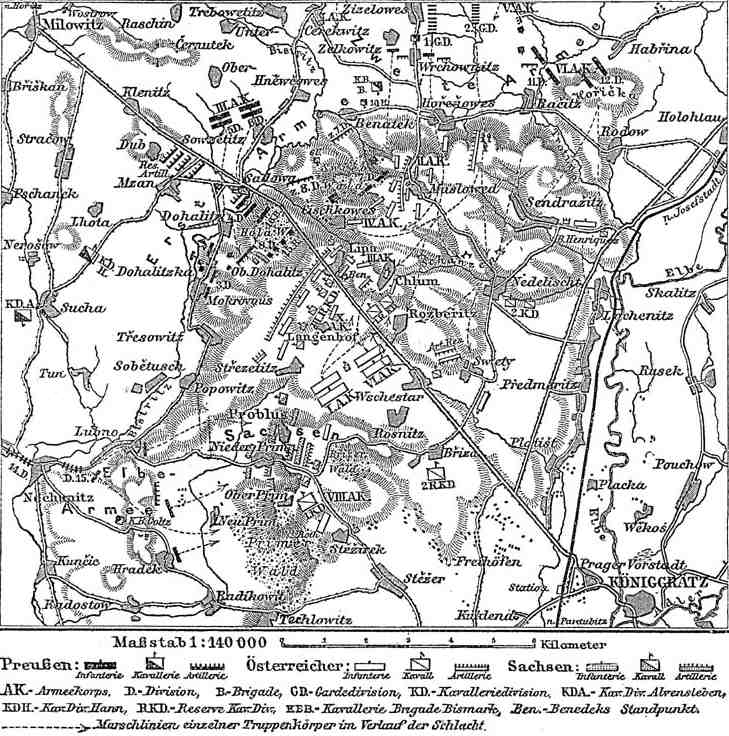
Carte de la bataille de Sadowa.

Initialement, l'armée autrichienne n'a que la 1re armée prussienne et l'armée de l'Elbe face à elle, les unités du prince héritier étant encore en chemin. En effet, à la suite d'une coupure des lignes télégraphiques, l'ordre d'attaque décidé le soir précédent par Frédéric-Charles n'est transmis à l'armée emmenée par le prince héritier que vers 4 h du matin (deux cavaliers ont dû chevaucher toute la nuit). En conséquence, la pression se fait au fil des heures de plus en plus forte sur les troupes prussiennes en sous-effectif.
La 7e division d'infanterie prussienne du général-major Eduard von Fransecky, et en particulier le 27e régiment d'infanterie, attaque dans les bois de Swiep. Il se retrouve face à deux corps d'armée autrichiens. Un carnage effroyable s'ensuit. Le roi de Prusse ordonne à la 1re armée (au centre) de marcher et de soutenir Fransecky. Le village de Sadowa est pris mais les combats font toujours rage dans les bois.
L'artillerie autrichienne arrête les Prussiens vers 11 h du matin, la 1re armée prussienne qui s'était placée au départ à l'ouest de la rivière Bystřice ne pouvant que difficilement faire traverser son artillerie. Sans en référer à l'état-major autrichien, le comte Festetics et ses troupes tentent alors de reprendre le bois.
Déjà, les généraux autrichiens se bercent de l'illusion d'une victoire facile, ce qui les conduit d'ailleurs à ne pas « finir le travail » en ordonnant une charge de cavalerie au moment où la bataille pouvait être décidée en leur faveur. Du côté prussien, les premiers signes de mauvaise humeur apparaissaient contre le plan peu orthodoxe de von Moltke (Guillaume Ier lui-même, ainsi que son ministre-président, le comte Bismarck, craignirent une défaite). Bismarck souffla même à un proche que si l'armée du prince héritier n'arrivait pas avant qu'il n'ait fini son cigare, il se tirerait une balle dans la tête.
À midi, le maréchal Benedek ordonne l'utilisation des troupes de réserve, qui ne parviennent cependant pas à reconquérir la colline.
À environ 14 h 30 surgit à l'horizon, en haut d'une colline, le 1er régiment de Gardes, avant-garde des corps de gardes de la 2e armée, composée de près de 100 000 hommes. Elle attaque le flanc droit autrichien et prend aussitôt l'armée autrichienne en tenaille dans le bois de Swiep (les divisions de l'armée de l'Elbe no 14, 15 et 16 attaquant sur le flanc gauche).
Le « 1er régiment de la chrétienté » (1er régiment de Gardes, ainsi surnommé par les contemporains) prend Chlum, à l'est de Sadowa et derrière le centre autrichien, tandis que dans le même temps l'armée de l'Elbe prend Probluz et enfonce le flanc gauche autrichien.
En peu de temps, les Autrichiens perdent près de 10 000 hommes. Face à la menace d'un encerclement de l'ensemble de son armée, Benedek abandonne la partie et ordonne le retrait de ses troupes, poursuivies par la cavalerie prussienne.

## Conséquences

### Suites politiques
La signification de la bataille n'échappe pas aux contemporains. Dans le Paris du Second Empire, on craint que ne se crée, sur la frontière est, un voisin puissant et uni sous la domination de la Prusse. Très vite apparaît le slogan d'appel à la bataille pour empêcher la Prusse d'unir plus avant l'Allemagne : « Revanche pour Sadowa ! », Le but est d'étouffer le mouvement d'unification allemande, ce qui aboutit à la guerre franco-prussienne de 1870. On peut affirmer que le refus français de soutenir l'Autriche s'est révélé un bien mauvais calcul : la Prusse est renforcée, assurée de ne pas être attaquée par la Russie, et pourra bientôt se tourner contre la France.
La bataille a aussi de profondes conséquences pour l'Empire autrichien. Malgré les victoires de Custoza le 24 juin et de Lissa le 20 juillet contre les Italiens, alliés des Prussiens, l'empereur François-Joseph est contraint, à la suite de la défaite catastrophique de Sadowa, de remettre la Vénétie à l'Italie. L'Autriche est exclue de la Confédération germanique, dissoute de fait, et la Prusse annexe le Schleswig-Holstein, le Hanovre, la Hesse Électorale, le Duché de Nassau et Francfort-sur-le-Main tout en fondant la confédération d'Allemagne du Nord. Pourtant, l'Autriche ne doit céder aucun de ses territoires à la Prusse, de par la volonté de Bismarck et malgré les pressions des généraux prussiens et même du roi : Bismarck refuse d'humilier l'Autriche, ce qui pourrait pousser celle-ci à chercher sa revanche notamment par une alliance avec la France. Le 26 juillet 1866 est conclue la paix provisoire de Nikolsburg, suivie du traité (définitif) de Prague le 23 août.
Le maréchal autrichien Ludwig von Benedek, certes un stratège doué, est tenu pour responsable de cette débâcle. À la suite de la défaite, il est démis de son poste et traduit en conseil de guerre. La procédure est suspendue sous la pression de l'Empereur, mais il est ordonné à Benedek de se taire jusqu'à la fin de ses jours à propos de cette bataille. Les historiens en Autriche sont de nos jours plutôt de l'avis que bien que Benedek ait commis des erreurs (sur le choix du terrain notamment), la défaite est plutôt à mettre au compte des officiers hongrois qui, à l'encontre des ordres de Benedek, contre-attaquèrent dans les bois de Swiep, ce qui a conduit à rompre le front autrichien et à permettre l'encerclement par le régiment prussien « en retard ». Quant à la supériorité des fusils Dreyse, Benedek semble en avoir été bien informé, ce qui le conduisit à essayer d'obliger les Prussiens à se battre dans des bois épais (comme celui de Swiep). Les lignes étant ainsi plus rapprochées, l'armement supérieur des Prussiens ne leur était que de peu d'utilité. Cette tactique fonctionna plutôt bien, jusqu'à la contre-attaque fatale des Prussiens.
En politique intérieure autrichienne, l'Empereur se trouve sous pression. La monarchie est affaiblie sur le plan extérieur et en 1867, l'Autriche se trouva acculée à des concessions. Le 21 décembre, la division de l'ancien Empire autrichien entre Autriche et Hongrie est accordée (en réalité Cisleithanie et Transleithanie), tandis que la Constitution de décembre est signée au Conseil de l'Empire (Reichsrat).
Enfin, sur le plan militaire, la stratégie prussienne s'impose : attaque massive au centre, puis contournement des ailes avec comme objectif d'écraser l'armée ennemie (ce qui n'est que partiellement atteint à Sadowa). Cette même tactique s'imposera d'ailleurs à Sedan.

### Suites financières
Sur le plan économique et financier, la défaite autrichienne a précipité la crise de 1866, qui avait déjà posé ses germes en mai en Angleterre. Dans les jours précédant Sadowa, le marché obligataire avait chuté, car on pensait que la guerre serait interminable, la victoire prussienne ayant été précédée par une victoire autrichienne en Italie, qui était censée mettre fin aux espoirs du Risorgimento. La netteté de la victoire prussienne à Sadowa renverse complètement la tendance sur les emprunts d'État italiens et français, qui repartent très fortement à la hausse, après avoir été vendus à découvert par de nombreux agents de change : le 5 juillet 1866, le cours de l'emprunt français à 3 % passe de 64,40 francs à 70 francs, soit une progression de presque 10 % en une seule journée. Parallèlement, le cours de l'emprunt italien à 5 % passe de 42,60 à 70 lires, soit une progression de presque 40 % en une seule séance. Les pertes subies par les agents de change qui avaient vendu à découvert rendent la crise de 1866 très aiguë sur la place de Paris ; les agents de change Doyen et Porché se retrouvent en faillite, avec des pertes respectives de 1,38 million et 350 000 francs. La Chambre syndicale des agents de change propose que les opérateurs sur la place de Paris se soutiennent solidairement pour éviter des faillites en cascade, mais la Compagnie des agents de change s'y oppose, et le sauvetage fut opéré par une souscription privée.
Dans son roman L'Argent, Émile Zola met en personnage fictif mais inspiré de la réalité, le banquier Saccard, héros de l'histoire, qui s'enrichit au lendemain de Sadowa en rachetant à la baisse des actions qui vont ensuite bénéficier de la fin rapide de la guerre.

## Anecdotes
Dans le roman de Theodor Fontane Effi Briest (1895), l'héroïne met au monde sa fille Annie le jour de la bataille de Königgrätz. Citation du chapitre 14 : « … et au matin du 3 juillet se tenait à côté du lit de Effi un berceau. Le docteur Hannemann tapota la main de la jeune mère et dit : Aujourd'hui c'est le jour de Königgrätz ; c'est dommage que vous ayez une fille. Mais vous aurez peut-être un garçon un jour, car les Prussiens ont beaucoup de belles victoires (devant eux). »
C'est de cette bataille que vient le proverbe « Les Prussiens ne tirent pas si vite ! ». S'agit-il d'un rappel ironique à la supériorité des fusils prussiens, leur permettant de tirer plus vite ? Sebastian Haffner affirme le contraire dans son livre Preußen ohne Legende : « Le proverbe […] ne se réfère pas aux tirs des Prussiens avec leurs fusils modernes — et ils tiraient particulièrement vite ! — mais il vient du fait qu'ils étaient beaucoup plus lents quand il s'agissait de fusiller les déserteurs… En Prusse, on recevait certes dans ce cas là une raclée qui vous laissait à demi-mort, mais on était ensuite remis sur pieds pour pouvoir servir à nouveau. Les déserteurs avaient trop de valeur pour être fusillés ; ici aussi, l'économie prussienne ».
Après qu'on lui a appris la nouvelle de la défaite, l'empereur est présumé avoir dit d'une façon bien peu impériale, à propos de son général : « Benedek, l'imbécile ! » (Benedek, der Trottel !).
Hindenburg, futur maréchal, futur commandant en chef des forces allemandes durant la Première Guerre mondiale et futur président de la république de Weimar, servait en tant qu'officier dans les troupes prussiennes lors de la bataille de Sadowa.
Le prince Gaëtan de Bourbon-Siciles, officier dans l'armée autrichienne, fut très affecté par la défaite. Il mit fin à une vie qui n'avait connu que l'échec cinq ans plus tard. Il avait 25 ans.